# Маили (Гавайи)
Маили (гав. Māʻili — букв. «галечный», из-за обкатанных волнами прибрежных камней) — статистически обособленная местность на острове Оаху в округе Гонолулу (штат Гавайи, США).

## География
Согласно Бюро переписи населения США статистически обособленная местность Маили имеет общую площадь 5,3 квадратных километров, из которых 2,5 км2 относится к суше и 2,8 км2 или 53,43 % — к водным ресурсам.

## Демография
По данным переписи населения за 2000 год в Маили проживало 5943 человека, насчитывалось 1359 домашних хозяйства, 1178 семей и 1502 жилых дома. Средняя плотность населения составляла около 2409,9 человек на один квадратный километр суши.
Расовый состав Маили по данным переписи распределился следующим образом: 11,07 % белых, 0,91 % — чёрных или афроамериканцев, 0,24 % — коренных американцев, 22,56 % — азиатов, 23,89 % — коренных жителей тихоокеанских островов, 40,23 % — представителей смешанных рас, 1,09 % — других народностей. Испаноговорящие составили 14,67 % населения.
Из 1359 домашних хозяйств в 42,3 % — воспитывали детей в возрасте до 18 лет, 58,9 % представляли собой совместно проживающие супружеские пары, в 19,8 % семей женщины проживали без мужей, 13,3 % не имели семьи. 9,5 % от общего числа семей на момент переписи жили самостоятельно, при этом 3,8 % составили одинокие пожилые люди в возрасте 65 лет и старше. В среднем домашнее хозяйство ведут 4,22 человек, а средний размер семьи — 4,35 человек.
Население Маили по возрастному диапазону (данные переписи 2000 года) распределилось следующим образом: 35 % — жители младше 18 лет, 10,4 % — между 18 и 24 годами, 27,2 % — от 25 до 44 лет, 18,4 % — от 45 до 64 лет и 9 % — в возрасте 65 лет и старше. Средний возраст жителей составил 28 года. На каждые 100 женщин приходилось 103 мужчины, при этом на каждые сто женщин 18 лет и старше приходилось 98,3 мужчин также старше 18 лет.

## Экономика
Средний доход на одно домашнее хозяйство Маили составил 45 786 долларов США, а средний доход на одну семью — 48 068 долларов. При этом мужчины имели средний доход в 33 229 долларов в год против 21 211 долларов среднегодового дохода у женщин. Доход на душу населения составил 13 185 долларов в год. 19,3 % от всего числа семей в местности и 21,5 % от всей численности населения находилось на момент переписи за чертой бедности, при этом 28,3 % из них были моложе 18 лет и 9,1 % — в возрасте 65 лет и старше.